# Liste des représentants des États-Unis pour le Texas
Depuis le recensement de 2020, le Texas dispose de 38 élus à la Chambre des représentants des États-Unis, ce nombre est effectif aux élections de 2022.

## Délégation au 119econgrès (2025-2027)
| District et nom | District et nom         | District et nom | Parti | Parti       | Première élection                           |
| --------------- | ----------------------- | --------------- | ----- | ----------- | ------------------------------------------- |
| 1               | Nathaniel Moran         |                 |       | Républicain | 3 janvier 2023 (2 ans, 3 mois et 9 jours)   |
| 2               | Dan Crenshaw            |                 |       | Républicain | 3 janvier 2019 (6 ans, 3 mois et 9 jours)   |
| 3               | Keith Self              |                 |       | Républicain | 3 janvier 2023 (2 ans, 3 mois et 9 jours)   |
| 4               | Pat Fallon              |                 |       | Républicain | 3 janvier 2021 (4 ans, 3 mois et 9 jours)   |
| 5               | Lance Gooden            |                 |       | Républicain | 3 janvier 2019 (6 ans, 3 mois et 9 jours)   |
| 6               | Jake Ellzey             |                 |       | Républicain | 30 juillet 2021 (3 ans, 8 mois et 13 jours) |
| 7               | Lizzie Pannill Fletcher |                 |       | Démocrate   | 3 janvier 2019 (6 ans, 3 mois et 9 jours)   |
| 8               | Morgan Luttrell         |                 |       | Républicain | 3 janvier 2023 (2 ans, 3 mois et 9 jours)   |
| 9               | Al Green                |                 |       | Démocrate   | 3 janvier 2005 (20 ans, 3 mois et 9 jours)  |
| 10              | Michael McCaul          |                 |       | Républicain | 3 janvier 2005 (20 ans, 3 mois et 9 jours)  |
| 11              | August Pfluger          |                 |       | Républicain | 3 janvier 2021 (4 ans, 3 mois et 9 jours)   |
| 12              | Craig Goldman           |                 |       | Républicain | 3 janvier 2025 (3 mois et 9 jours)          |
| 13              | Ronny Jackson           |                 |       | Républicain | 3 janvier 2021 (4 ans, 3 mois et 9 jours)   |
| 14              | Randy Weber             |                 |       | Républicain | 3 janvier 2013 (12 ans, 3 mois et 9 jours)  |
| 15              | Monica De La Cruz       |                 |       | Républicain | 3 janvier 2025 (3 mois et 9 jours)          |
| 16              | Veronica Escobar        |                 |       | Démocrate   | 3 janvier 2019 (6 ans, 3 mois et 9 jours)   |
| 17              | Pete Sessions           |                 |       | Républicain | 3 janvier 2021 (4 ans, 3 mois et 9 jours)   |
| 18              | vacant                  |                 |       |             |                                             |
| 19              | Jodey Arrington         |                 |       | Républicain | 3 janvier 2017 (6 ans, 3 mois et 9 jours)   |
| 20              | Joaquín Castro          |                 |       | Démocrate   | 3 janvier 2013 (12 ans, 3 mois et 9 jours)  |
| 21              | Chip Roy                |                 |       | Républicain | 3 janvier 2019 (6 ans, 3 mois et 9 jours)   |
| 22              | Troy Nehls              |                 |       | Républicain | 3 janvier 2021 (4 ans, 3 mois et 9 jours)   |
| 23              | Tony Gonzales           |                 |       | Républicain | 3 janvier 2021 (4 ans, 3 mois et 9 jours)   |
| 24              | Beth Van Duyne          |                 |       | Républicain | 3 janvier 2021 (4 ans, 3 mois et 9 jours)   |
| 25              | Roger Williams          |                 |       | Républicain | 3 janvier 2013 (12 ans, 3 mois et 9 jours)  |
| 26              | Brandon Gill            |                 |       | Républicain | 3 janvier 2025 (3 mois et 9 jours)          |
| 27              | Michael Cloud           |                 |       | Républicain | 10 juillet 2018 (6 ans, 9 mois et 2 jours)  |
| 28              | Henry Cuellar           |                 |       | Démocrate   | 3 janvier 2005 (20 ans, 3 mois et 9 jours)  |
| 29              | Sylvia Garcia           |                 |       | Démocrate   | 3 janvier 2019 (6 ans, 3 mois et 9 jours)   |
| 30              | Jasmine Crockett        |                 |       | Démocrate   | 3 janvier 2023 (2 ans, 3 mois et 9 jours)   |
| 31              | John Carter             |                 |       | Républicain | 3 janvier 2003 (22 ans, 3 mois et 9 jours)  |
| 32              | Julie Johnson           |                 |       | Démocrate   | 3 janvier 2025 (3 mois et 9 jours)          |
| 33              | Marc Veasey             |                 |       | Démocrate   | 3 janvier 2013 (12 ans, 3 mois et 9 jours)  |
| 34              | Vicente Gonzalez        |                 |       | Démocrate   | 3 janvier 2017 (8 ans, 3 mois et 9 jours)   |
| 35              | Greg Casar              |                 |       | Démocrate   | 3 janvier 2023 (2 ans, 3 mois et 9 jours)   |
| 36              | Brian Babin             |                 |       | Républicain | 3 janvier 2015 (10 ans, 3 mois et 9 jours)  |
| 37              | Lloyd Doggett           |                 |       | Démocrate   | 3 janvier 1997 (28 ans, 3 mois et 9 jours)  |
| 38              | Wesley Hunt             |                 |       | Républicain | 3 janvier 2025 (3 mois et 9 jours)          |

### Démographie

#### Partis politiques
- 25 républicains
- 12 démocrates
- 1 vacan

#### Sexes
- 31 hommes (7 démocrates et 22 républicains)
- 7 femmes (5 démocrates et 2 républicaines)